# ハートピア勝北
ハートピア勝北（ハートピアしょうぼく）は、岡山県津山市新野東にある文化センターと図書館・公民館で構成される2棟の複合文化施設。1998（平成10）年４月に開館。

## 施設概要
ハートピア勝北は2棟から構成される。北に大ホール、小ホールを擁する津山市勝北文化センターがあり、南に津山市勝北公民館、津山市立勝北図書館が複合施設となっている。公民館は1階に研修室、2階に和室、ミーティングルーム、小会議室、大会議室がある。図書館は1階南側に位置している。屋外にはステージと芝生のある「おまつり広場」がある。シンボルタワーには直径3メートルの「風穴」をくり抜いて人の和・地域の輪をイメージしている。

## 建築概要
- 敷地面積 - 16,654m2
- 床面積
  - 文化センター　2,638m2
  - 図書館・公民館 1,541m2
- 規模
  - 文化センター　地上3階
  - 図書館・公民館　地上２階
- 構造 - 鉄筋コンクリート造、一部鉄骨造
- 所在地 - 岡山県津山市新野東584番地

## 設備
- 大ホール（575席）